# Tarabarova
Svitlana Vasylivna Tarabarova, nota semplicemente come Tarabarova (in ucraino Світлана Василівна Тарабарова?; Cherson, 26 luglio 1990), è una cantante ucraina.

## Biografia
Diplomatasi alla Kyïvs'ka municypal'na akademija estradnoho ta cyrkovoho mystectv, Tarabarova ha partecipato come concorrente al talent Fabryka zirok. Nell'ottobre 2014 è avvenuta la pubblicazione dell'album in studio d'esordio, intitolato Mir vsem; il disco, che le ha fatto guadagnare una nomination agli YUNA, contiene i successi radiofonici My verim v ljubov' e Mir vsem!, entrambi arrivati nella top ten ucraina.
L'anno seguente ha ricevuto una seconda candidatura ai premi YUNA. Nel mese di novembre viene presentato il secondo LP Virju.Znaju. Ha poi preso parte a Vidbir, nel tentativo di rappresentare l'Ucraina all'Eurovision Song Contest, con l'inedito Nikoly znovu.
Nell'ottobre 2018 è ritornata sulle scene musicali col terzo disco 23:25. È stato successivamente reso disponibile il quarto album, Dytjačyj al'bom (2023).
Nel gennaio 2024 ha conseguito il suo secondo ingresso nella top five nazionale con Spy, kotyku mylyj, classificatosi 2º.

## Discografia

### Album in studio
- 2014 – Mir vsem
- 2015 – Virju.Znaju
- 2018 – 23:25
- 2023 – Dytjačyj al'bom

### Album dal vivo
- 2012 – Live 2012

### EP
- 2016 – Naodynci

### Raccolte
- 2020 – Ruchajsja, krychitko. No Stress

### Singoli
- 2013 – My verim v ljubov'
- 2014 – Mir vsem!
- 2014 – Raduga
- 2016 – Svitlo v tobi
- 2016 – Ja kažu tak
- 2016 – Vychid je!
- 2017 – Dobre z toboju
- 2017 – Cunami
- 2018 – Manifest
- 2018 – Dobre serce
- 2019 – Meni zazkovo
- 2019 – Teče voda
- 2019 – Padaje snih
- 2020 – Najkrasyviša. No Stress
- 2020 – Kryla (con Inplus)
- 2020 – Sonečko
- 2021 – Parašut
- 2021 – Solodki 16
- 2022 – Zaspokoj mene
- 2022 – Close the Sky
- 2022 – Doroha dodomu
- 2022 – Bo ty moja Azovstal' (con Maks Ptašnyk)
- 2022 – Vystoïmo (feat. Sofia)
- 2023 – Razom syl'niši (feat. Žinočyj Kvartal)
- 2023 – Žyttja tryvaje
- 2023 – Struny (con Vitalij Kozlovs'kyj)
- 2023 – Rozkvitaj
- 2023 – Djakuju tobi
- 2023 – Spy, kotyku mylyj (con Berestovyi)
- 2023 – Mahija
- 2023 – Ja i ty
- 2023 – Zavdjaky tobi
- 2024 – Dychaty
- 2024 – Moja ostannja nervova klityna
- 2024 – Misto dobra
- 2024 – Ja budu z toboju
- 2024 – Obijmy mene
- 2024 – Pure and Beautiful
- 2024 – Rizdvo